# Дулинг (Џорџија)
Дулинг (Џорџија) (енгл. Dooling) град је у америчкој савезној држави Џорџија. По попису становништва из 2010. у њему је живело 154 становника.

## Демографија
Према попису становништва из 2010. у граду је живело 154 становника, што је 9 (5,5%) становника мање него 2000. године.
| Група             | 2000.       | 2010.       |
| Белци             | 47 (28,8%)  | 36 (23,4%)  |
| Афроамериканци    | 109 (66,9%) | 101 (65,6%) |
| Азијати           | 0 (0,0%)    | 0 (0,0%)    |
| Хиспаноамериканци | 7 (4,3%)    | 15 (9,7%)   |
| Укупно            | 163         | 154         |